# La noche (Beckmann)
La noche es una pintura al óleo sobre lienzo del artista alemán Max Beckmann, creada entre 1918 y 1919. Es un icono del movimiento posterior a la Primera Guerra Mundial Neue Sachlichkeit, o Nueva Objetividad y la obra más destacada de la primera época más expresionista del pintor. Se exhibe en Kunstsammlung Nordrhein-Westfalen, Düsseldorf. 

## Descripción
En una escena cruel y perturbadora, la violencia exterior ha irrumpido en el interior de un hogar de clase media, donde una banda de merodeadores ha asaltado en la noche a una pacífica familia. Tres hombres en una habitación pequeña y estrecha, con aspecto de buhardilla, rematan sádicamente a sus víctimas. A la izquierda, un hombre es ahorcado con una cuerda de telas atadas por uno de los intrusos detrás, mientras otro con la pipa entre los dientes le retuerce el brazo. En el centro, de espaldas y semidesnuda la esposa del hombre, está atada por las muñecas a uno de los soportes de la habitación después de haber sido violada. A la derecha, otro de los intrusos está a punto de llevarse al hijo bajo el brazo; los pies del niño cerca de la esquina superior derecha y la cabeza más baja, una mano agarrando el guardapolvo de su raptor.
Bajo la mesa, un gramófono, probablemente para acallar los gritos; "su melodía enfatiza la actualidad del suceso: esto es el presente, esto es el mundo". Junto al aparato, el perro aúlla hacia el exterior del cuadro, buscando ayuda.
En primer plano delante de la mujer, dos velas. Una caída y apagada, símbolo de muerte, la otra de pie encendida, como si el artista quisiera dejar una luz de esperanza entre tanta oscuridad.
Beckmann se utilizó a sí mismo como modelo para el hombre. También modeló a la mujer y al niño a partir de su propia esposa e hijo.

## Técnica
El tema es instantáneamente caótico, amplificado por el uso del color y la forma por parte del artista. La pintura se limita solo a tonos marrones y grises con calculados toques rojos vibrantes. Además, Beckmann adopta una forma comúnmente asociada con los artistas del fauvismo de principios de siglo, como Henri Matisse: la obra tiene una composición plana y forzada, sin implementaciones de profundidad. Por ejemplo, aunque la mujer aparece al frente de la pieza, está maniatada a la entrada trasera de la habitación. El artista se desvió de las pinturas convencionales de vanguardia, no representativas, como el cubismo y el dadaísmo. Las interrupciones esporádicas de rojo vibrante y la angulosidad intrusiva de la pintura sirven para impactar al espectador y dotar la escena con caos y energía a pesar de la inmovilidad de todos los elementos y figuras.

## Asociación con laNeue Sachlichkeit(Nueva Objetividad)
Max Beckmann, al igual que otros artistas, se alistó en el ejército alemán y originalmente racionalizó la Primera Guerra Mundial. Inicialmente, al igual que los artistas futuristas, Beckmann creía que la guerra podía limpiar al individuo y a la sociedad. Sin embargo, después de experimentar la destrucción generalizada y el horror de la guerra real, se desilusionó y rechazó la supuesta gloria del servicio militar. La composición ilógica de La noche transmite la desilusión de la posguerra y la confusión del artista sobre la "... sociedad que vio descender a la locura" (Kleiner et al. ). Aunque La noche no representa directamente una batalla o escena de guerra específica, la imagen se considera una de las piezas de arte más conmovedoras y fundamentales de la posguerra.

El autor Stephan Lackner escribe:
“Pero Beckmann no ve ningún propósito en el sufrimiento que muestra; no hay gloria para nadie, no hay compensación, (. . . ) solo dolor sin sentido, y crueldad por sí misma. Beckmann culpa a la naturaleza humana como tal, y parece que no hay escape físico de esta abrumadora autoacusación. Víctimas y agresores están acorralados por igual. No hay salida.